# Diensthund

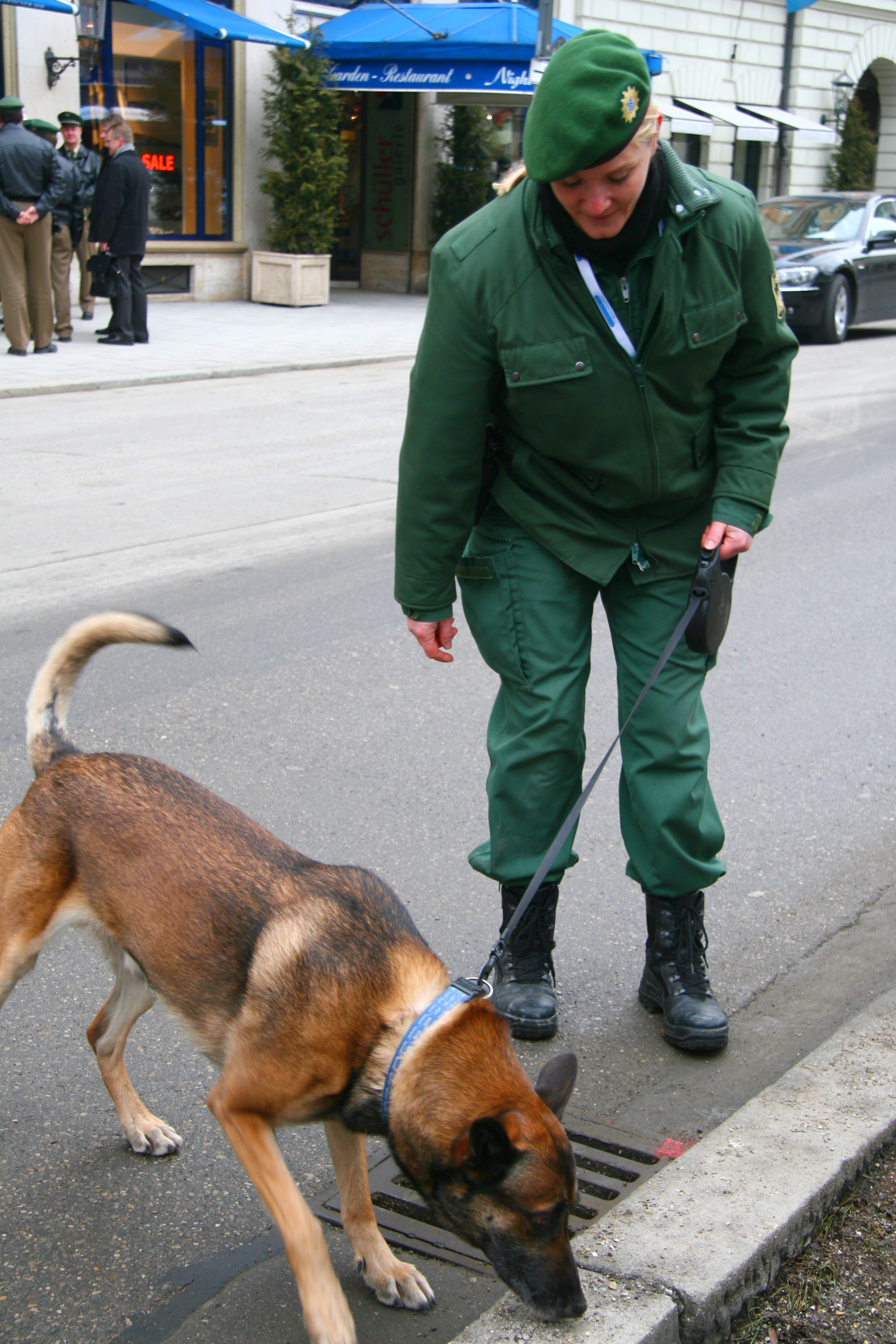
Diensthundführerin mit Diensthund bei der Polizei

Ein Diensthund ist ein speziell für den hoheitlichen Aufgabenbereich ausgebildeter Gebrauchshund. Diensthunde gibt es insbesondere bei Polizei, Zoll und Militär. Diensthunde werden international von den entsprechenden staatlichen Organisationen eingesetzt. Sie werden von einem Diensthundführer geführt.

## Geschichte

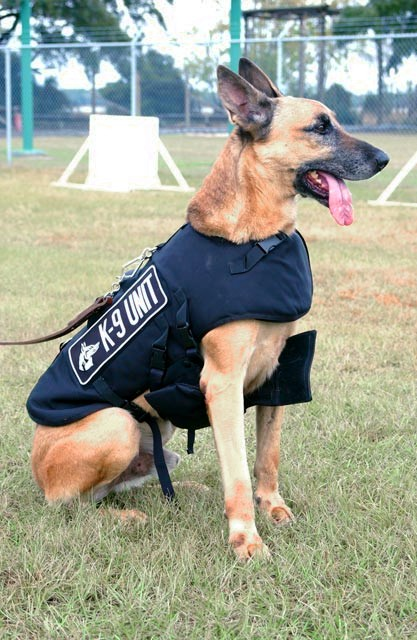
Belgischer Schäferhund mit Hundeschutzweste

Eine polizeiähnliche Tätigkeit eines Diensthundes wurde erstmals Anfang des 12. Jahrhunderts bekannt, als Stadtwächter einen Hund in der französischen Hafenstadt Saint-Malo nachts einsetzten. Bekannt wurden Polizeihunde auch im Jahr 1816 in England zum Aufspüren von Whiskyschmugglern. Im Jahr 1896 stellte die Stadt Hildesheim für Nachtwächterdienste Doggen ein, dem sich die Städte Schwelm und Braunschweig anschlossen.
In Deutschland wurden Diensthunde erst ab dem Jahr 1900 eingesetzt, als Gendarmen ihre Hunde mit auf Streife nahmen. Der erste Einsatz soll am 1. Oktober 1901 stattgefunden haben. Auch der Polizeireformer Franz Friedrich Laufer förderte Anfang des 20. Jahrhunderts die Einführung.
Als um das Jahr 1902 eine Dogge im Polizeidienst bei einem Großbrand die Menschen vom Gefahrenort fernhielt, war das Polizeidiensthundewesen geboren. Als 1904 ein Polizeihund in Braunschweig einen Mörder aufspürte, wurden Hunde nicht nur zum Schutzdienst, sondern auch zum Geruchsspurenvergleich bei polizeilichen Ermittlungen eingesetzt. In der Zeit des Nationalsozialismus wurden auch Diensthunde in Konzentrationslagern eingesetzt.
In den 1970er Jahren führte man Spezialausbildungen für Polizeihunde ein. Im Jahr 1972 gab es in Hamburg die ersten Rauschgiftspürhunde. Im Jahr 1976 kamen in Hamburg und Rheinland-Pfalz Sprengstoffspürhunde hinzu. Deutlich später wurden Geldspürhunde ausgebildet.
Diensthunde sind mit zusätzlicher Ausrüstung ausgestattet. Dazu gehören bei Fährtenhunden und Mantrailern die lange Schleppleine, mit der der Hundeführer an der langen Leine führen kann, Trackingsender für den Hund, um ihn auch außerhalb der Sichtentfernung lokalisieren zu können, und beschusshemmende Westen für Schutzhunde.
Spezielle und älteste Formen von Diensthunden sind Jagdhunde und Hütehunde sowie Arbeitshunde.

## Einsatz von Hunden bei der Polizei

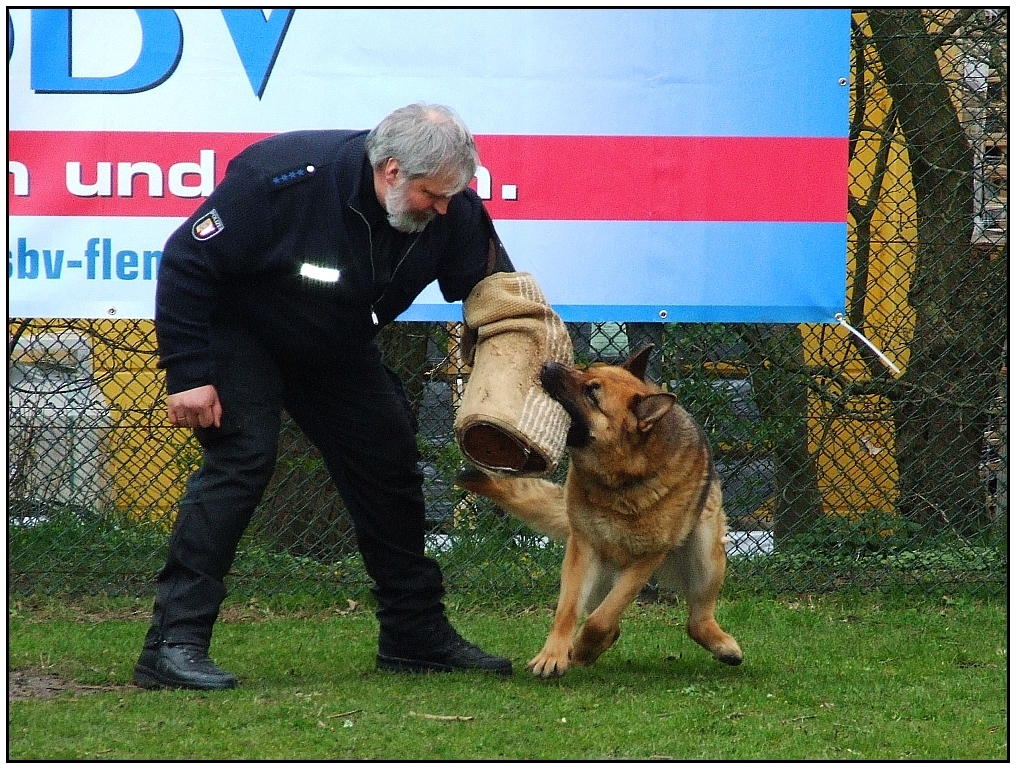
Polizeihundausbildung

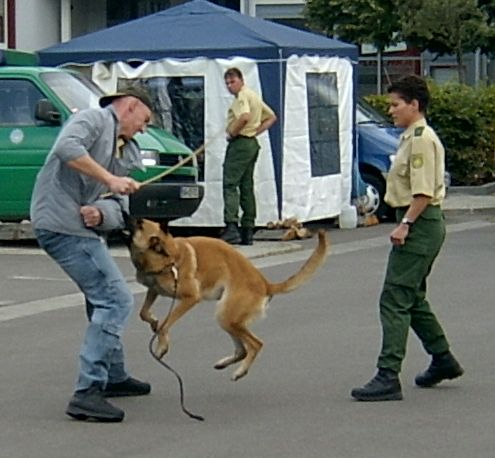
Polizeihund beim Angriff auf einen Scheintäter

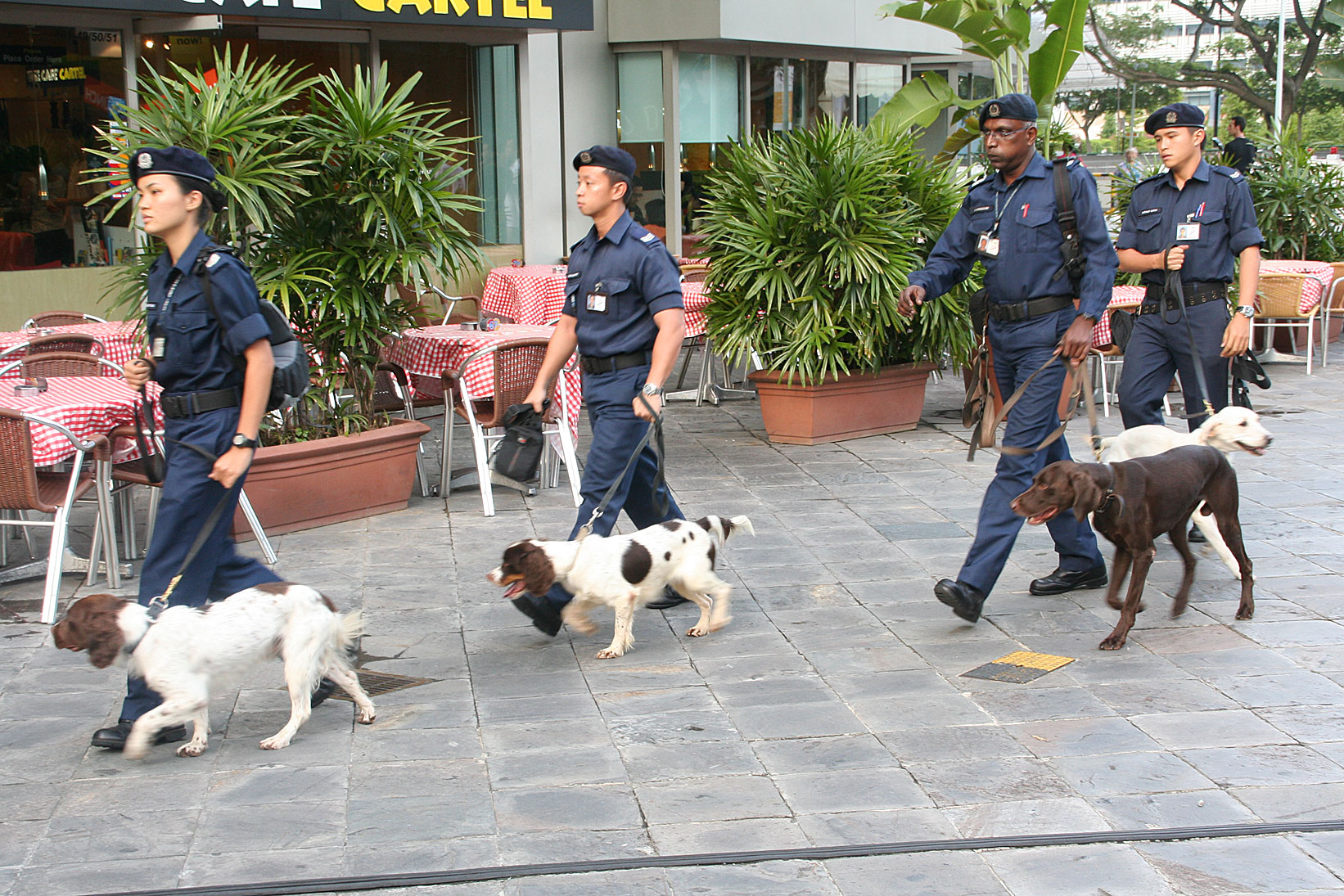
Diensthunde und -Führer in Singapur auf Patrouille

Als Einsatzmittel der Polizei ist der Diensthund formell ein Hilfsmittel der körperlichen Gewalt (vgl. Unmittelbarer Zwang). Für die Rechtssituation in Österreich ist das Waffengebrauchsgesetz §10 Diensthunde maßgeblich. Diensthunde werden praktisch weltweit von Polizeien eingesetzt. Verwendung als Diensthunde finden vor allem Hunde der anerkannten Diensthunderassen. „Die Diensthunderassen sind einmal vom Arbeitskreis der diensthundehaltenden Behörden in Deutschland definiert worden.“ In Deutschland sind dies:
- Airedale-Terrier
- Belgischer Schäferhund
- Bouvier des Flandres
- Deutscher Schäferhund
- Deutscher Boxer
- Dobermann
- Hollandse Herdershond
- Hovawart
- Riesenschnauzer
- Rottweiler

Grundsätzlich können jedoch auch andere Rassen oder Mischlinge als Diensthunde eingesetzt werden. Als Spürhunde werden z. B. auch verschiedene Jagdhunderassen (Retriever, Spaniels, Terrier) verwendet.
Polizeihunde werden für verschiedene Aufgaben ausgebildet und eingesetzt:
- Schutzhund
- Spürhund
  - Drogenspürhund
  - Geldmittelspürhund
  - Sprengstoffspürhund (verschiedenste Sprengstoffe, aber auch Waffen und Munition)
  - Brandmittelspürhund
  - Leichenspürhund
  - Personensuchhunde (Mantrailing)
  - Datenträgerspürhund

## Einsatz von Hunden beim Zoll

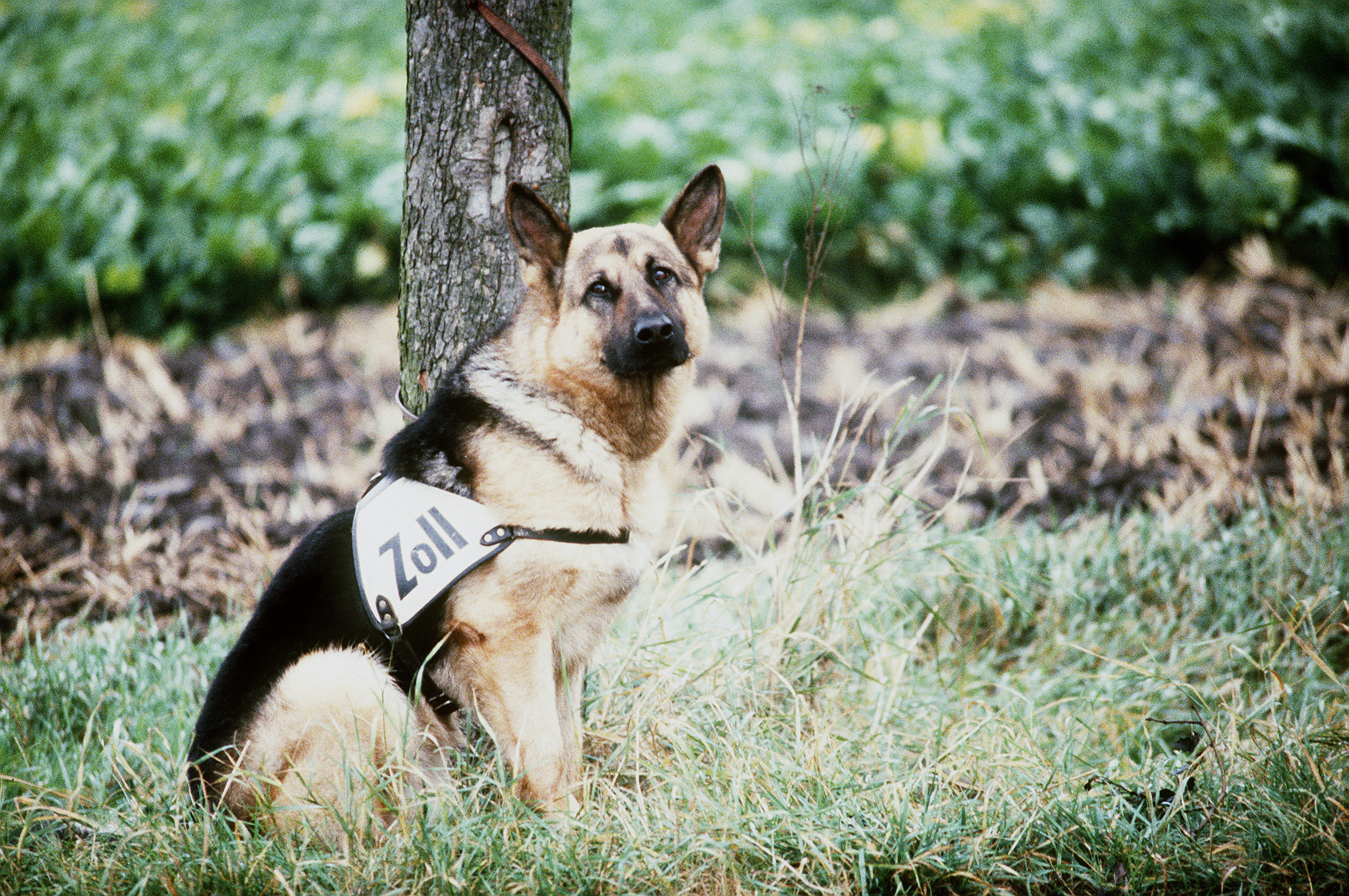
Deutscher Schäferhund des Zolls an der innerdeutschen Grenze 1984

Ebenso wie die Polizei setzt die Zollverwaltung Diensthunde als Schutzhunde und Spürhunde im gesamten Aufgabenspektrum ein, um Drogen, Waffen, Sprengstoff, Bargeld, Tabak, Erzeugnisse tierischen Ursprungs (ETU) und andere illegale Stoffe oder mit Beschränkungen versehene Waren an Flughäfen, EU-Außengrenzen, in Privatwohnungen, auf Autobahnen und an der Grenze ausfindig zu machen (siehe Schmuggel). Neben den aktiv verweisenden Hunden (kratzen) werden auch passive Hunde ausgebildet, die einen Fund stumm und ohne für einen Außenstehenden erkennbare Hinweise, z. B. bei der Zollkontrolle, anzeigen (siehe Passivhund).
Der Einsatz von Schutzhunden beim Zoll erfolgt im Grenzaufsichtsdienst sowie bei den Kontrolleinheiten Verkehrswege (ehemals Mobile Kontrollgruppen).
Diensthunde des deutschen Zolls werden von Zollhundeführern geführt und bundesweit in den Zollhundeschulen in Bleckede und Neuendettelsau ausgebildet.
Für Zollhunde in Deutschland gilt folgende Regelung in Bezug auf die Diensthundrassen: „Zu Schutzdiensthunden beim Zoll dürfen nur Hunde der anerkannten Diensthunderassen Schäferhund, Rottweiler, Riesenschnauzer, Airedale Terrier und Bouvier des Flandres angekauft und ausgebildet werden. Für Rauschgiftspürhunde ist eine bestimmte Hunderasse nicht vorgeschrieben. Allerdings wird überwiegend auf Cocker-Spaniel, Labradors und Hunde der Diensthunderassen zurückgegriffen.“

## Einsatz von Hunden im Strafvollzug
Zur Unterstützung im Strafvollzug werden von Justizvollzugsbeamten Diensthunde als Schutzhund und Drogenspürhund eingesetzt.

## Einsatz von Hunden bei anderen Behörden
In einigen Ländern werden Spürhunde eingesetzt, um die Einhaltung von Quarantänevorschriften beim Transport landwirtschaftlicher Erzeugnisse zu überwachen. In Australien und Neuseeland sind diese Hunde dem jeweiligen Landwirtschaftsministerium zugeordnet, in den USA unterstehen sie mittlerweile der zum Heimatschutzministerium gehörenden United States Customs and Border Protection. Auch in Kanada werden solche Hunde eingesetzt, dort stehen sie im Dienst der Canada Border Services Agency, die sowohl Aufgaben des Zolls als auch der Lebensmittelüberwachung wahrnimmt.

## Einsatz von Hunden im Militär

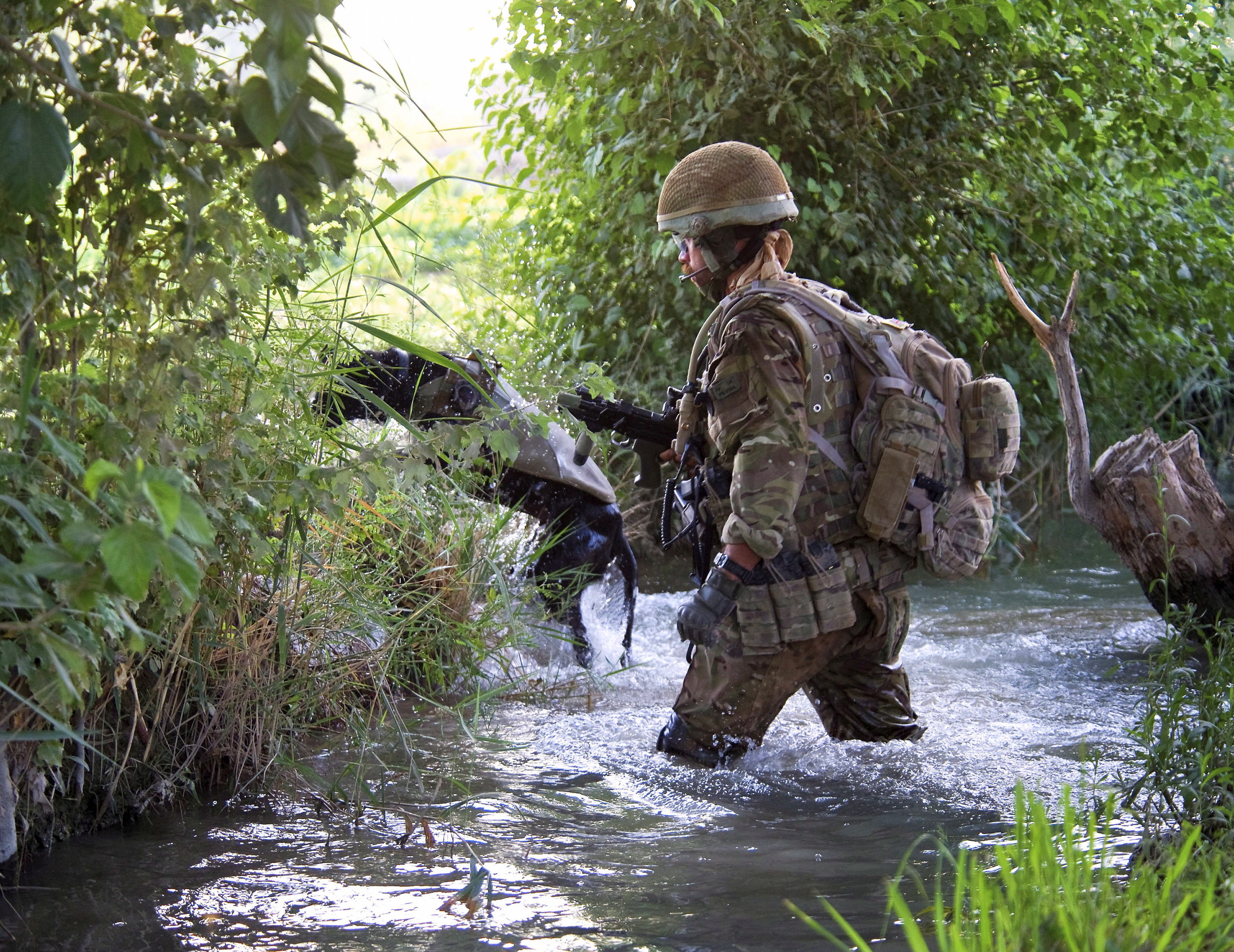
Hundeführer der Royal Air Force Police in Afghanistan

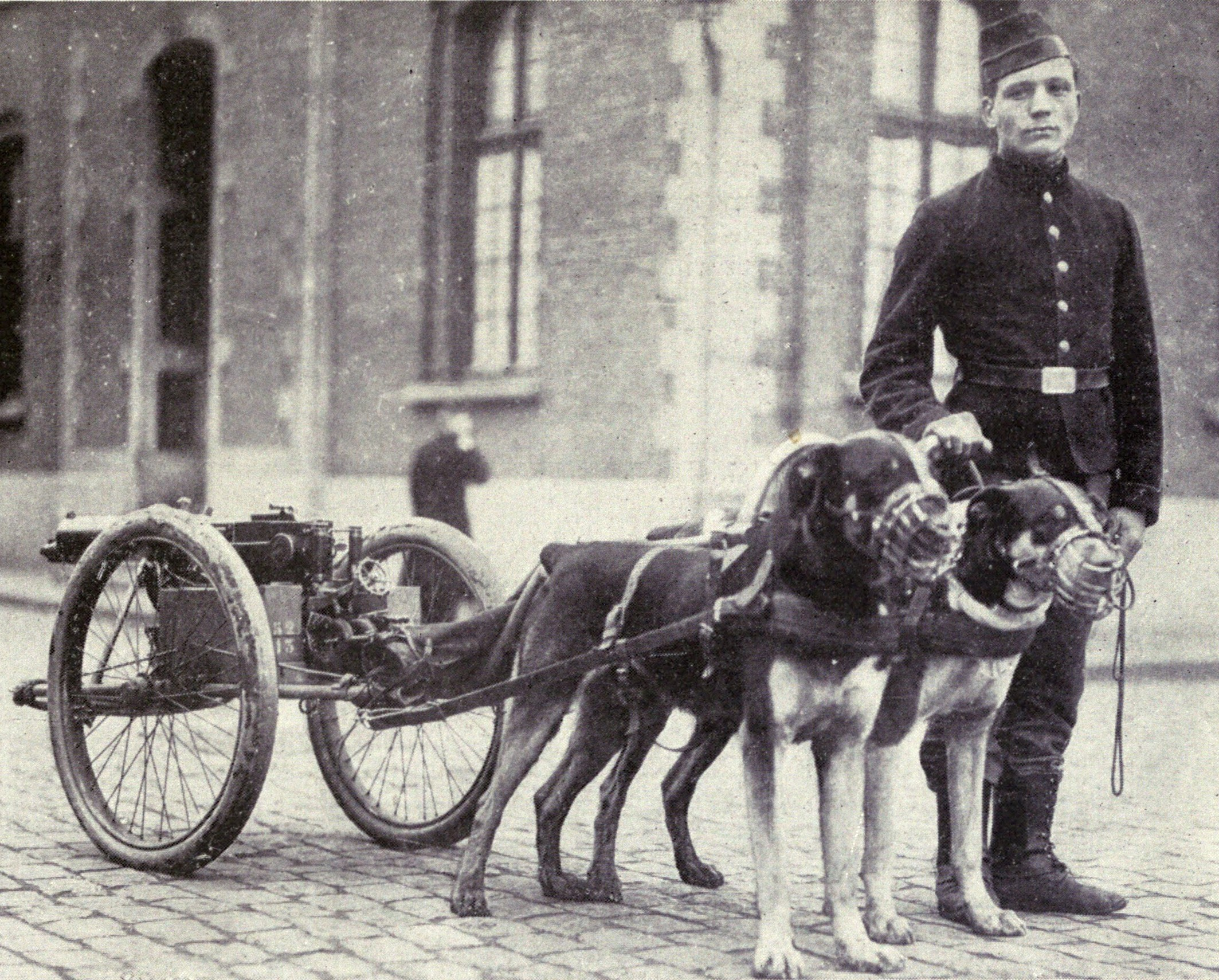
Hunde ziehen ein Maschinengewehr (Belgien, 1915)

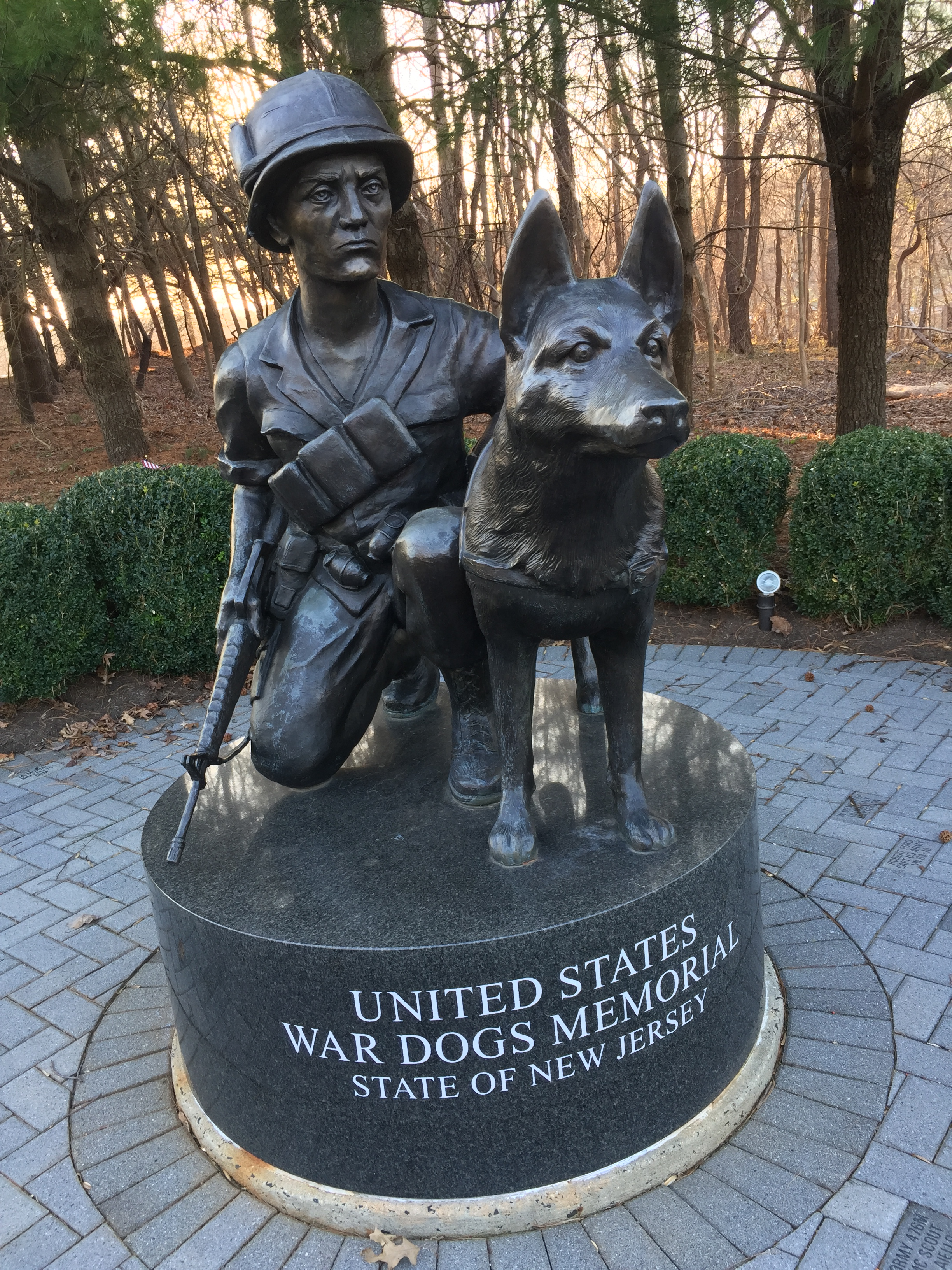
United States War Dogs Memorial in Holmdel, New Jersey

Für militärische Zwecke wurden Hunde bereits vor dem 20. Jahrhundert eingesetzt. Hunde wurden 1908 in Frankreich von Leutnant Jupin wieder eingeführt. Deutschland, Russland und Italien folgten schnell. Die britische Armee setzte Collies oder Schottische Schäferhunde im Krieg von Transvaal ein. In den Manövern von 1911 bis 1913 machte man in Belgien gute Erfahrungen mit diesen Hunden. Kriegshunde im Ersten Weltkrieg wurden unter anderem als Melde-, Sanitäts und Lastenträger eingesetzt. Eine häufige Organisationsform für den Einsatz ist die Militärhundestaffel. Frankreich setzte in den Hochvogesen Schlittenhunde für die Versorgung der Gebirgs- und Jägertruppen ein.
Einsatzmöglichkeiten:
- Schutzhund
- Wachhund in Sicherungseinheiten

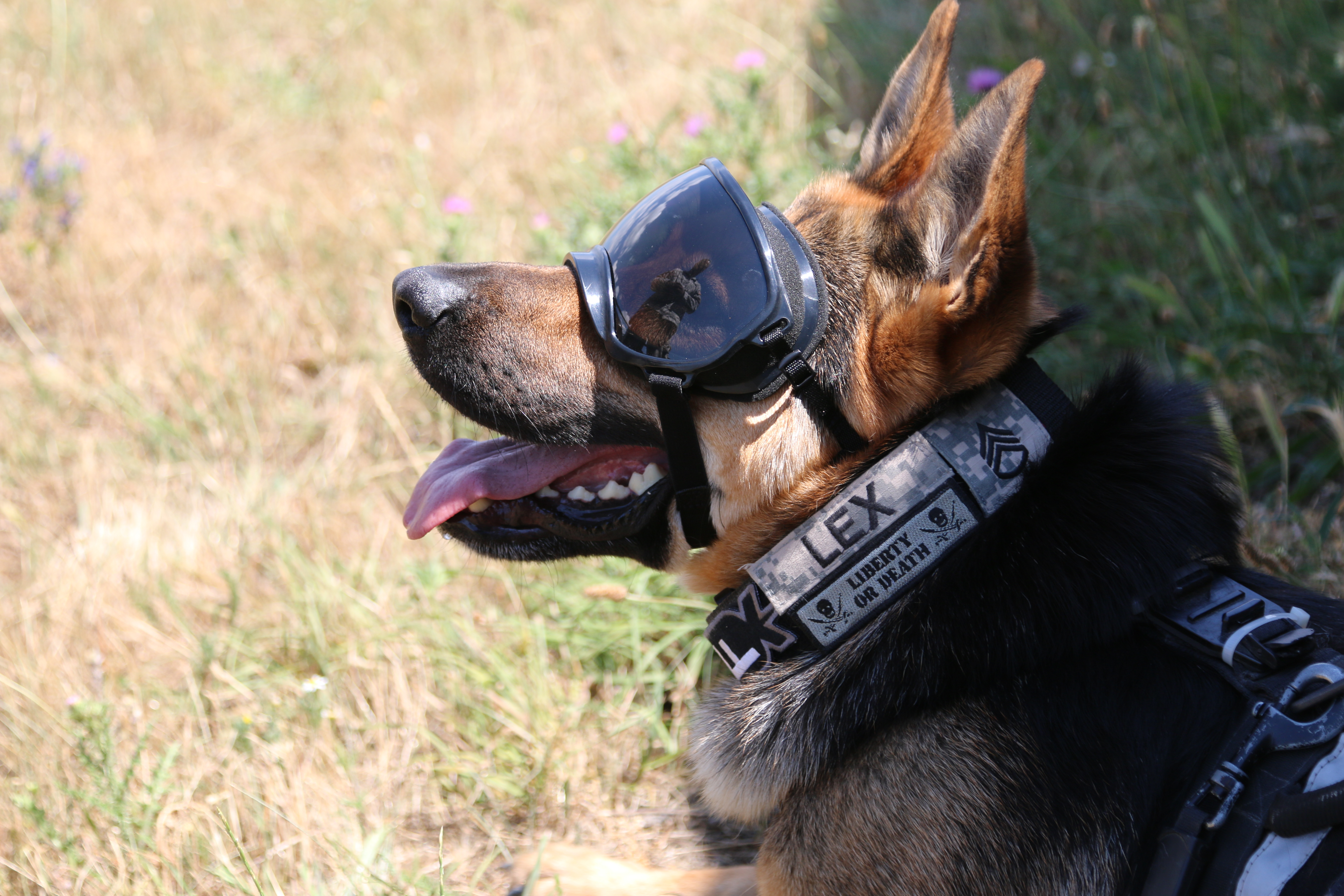
Hund mit Schutzbrille

- Personenspürhund (Mantrailing) in der Kampftruppe
- Sanitätshund zum Aufspüren von Verwundeten und Heranbringen von Verbandsmaterial
- Sprengstoffspürhund in der Kampftruppe und Pioniere
- Drogenspürhund in der Feldjägertruppe
- Panzerabwehrhund
- Zughund (Ziehen von schweren Maschinengewehren und anderen schweren Waffen)
- Transport von Munition z. B. Ladestreifen mit 120 Patronen
- Meldehund zur Überbringung von Meldungen
- Kampf-/Gefahrenabwehrhund zur Abwehr feindlicher Hunde[13]

### Einsatz von Hunden bei der deutschen Bundeswehr

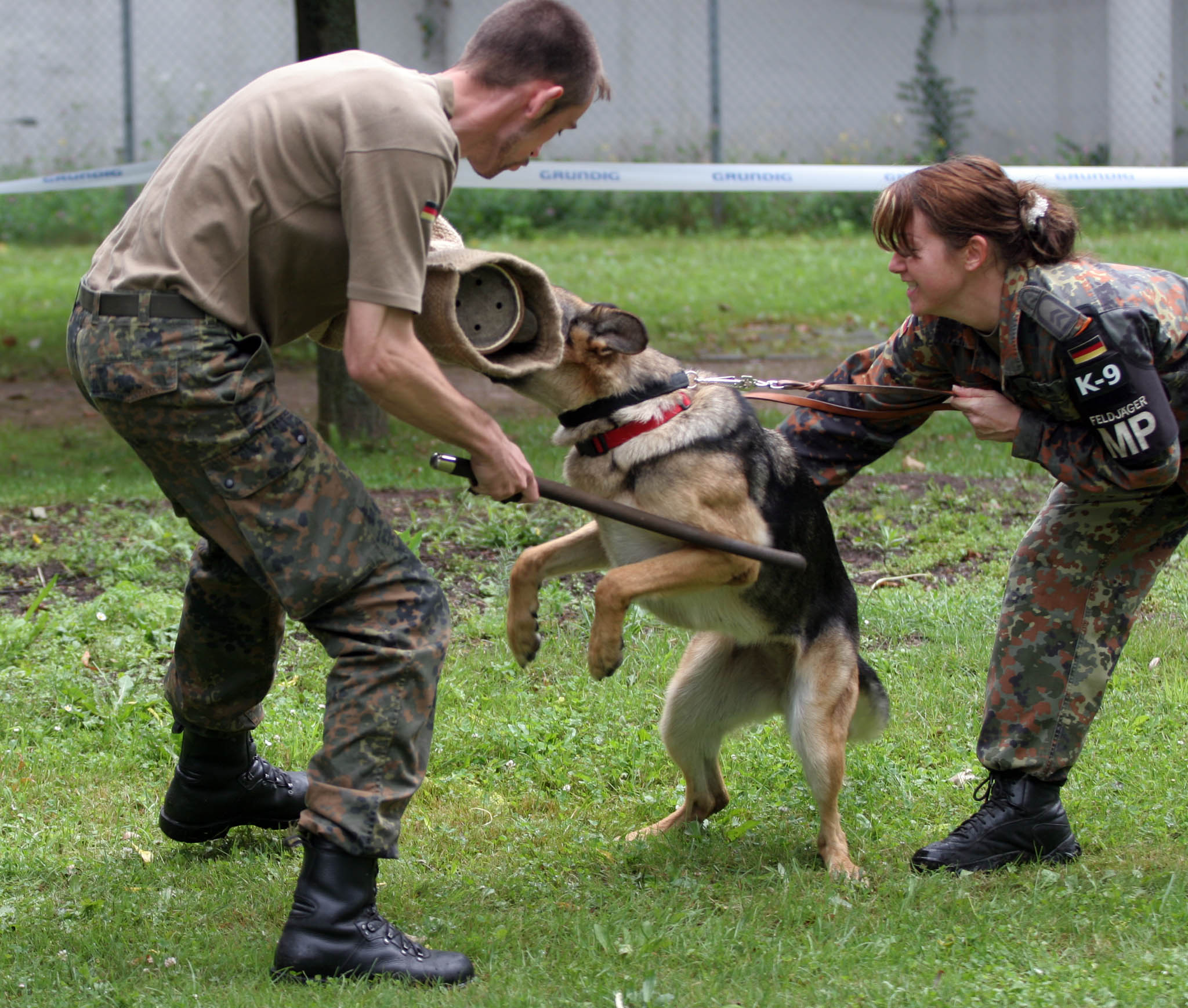
Zwei Feldjäger mit Schutzhund bei einer öffentlichen Vorführung.

Bei der Bundeswehr sind Diensthunde im Einsatz und finden Verwendung bei der Fallschirmjägertruppe, der Luftwaffensicherungstruppe, der Pioniertruppe und bei den Feldjägern. Bei der Luftwaffensicherungstruppe wie auch bei der Feldjägertruppe sind sowohl Schutz- aber auch Sprengstoff- oder Drogenspürhunde im Einsatz. Die Fallschirmjägertruppe ebenso wie das Kommando Spezialkräfte setzen hauptsächlich Schutz- und Personenspürhunde ein. Bei den Pionieren kommen Kampfmittel- und Minenspürhunde zum Einsatz.
Jedes der acht Feldjägerbataillone der Bundeswehr verfügt über mindestens eine Kompanie, in der diese Diensthunde, je sechs Rauschgiftspürhunde und sechs Sprengstoffspürhunde, organisiert sind. Die Eignung zum Schutzhund wird dabei nur sekundär berücksichtigt, da der Schwerpunkt der Ausbildung vom Dienstherrn auf die jeweiligen Spürfähigkeiten der Hunde gelegt wurde. In der Bundeswehr werden hauptsächlich deutsche und belgische Schäferhunde genutzt. Die Pioniere setzen bei der Minensuche vor allem wegen seines ruhigen ausgeglichenen Wesens auf den Labrador Retriever.
Die Hunde werden in der Schule für Diensthundewesen der Bundeswehr zum Sicherungsdiensthund, Feldjägerdiensthund und darauf aufbauend dann teils zu Personenspürhund, Minen- und Sprengstoffspürhund oder Rauschmittelspürhund ausgebildet. Die bis in die 1990er Jahre übliche Ausbildung war die zum Wachbegleithund.
Die Hunde werden von ausgebildeten Diensthundeführern (Abkürzung: DHFhr) geführt.

### Einsatz von Hunden im österreichischen Bundesheer
In Österreich werden Militärhunde und ihre Hundeführer im Militärhundezentrum Kaisersteinbruch ausgebildet. Im Bundesheer sind etwa 250 Hunde im In- und Ausland im Einsatz (Stand 2006). Dabei ist der Rottweiler die prägende Rasse.

## Ausbildung von Spürhunden
Die Grundausbildung eines Polizeihundes dauert ca. 70 Tage. Ihm werden gezieltes Aufspüren von Beweismitteln, die Verfolgung und das Festhalten von Personen und einige Gehorsamsübungen beigebracht. Außerdem lernt er, seinen Hundeführer zu beschützen.
Nach dem Abschluss seiner Grundausbildung und danach einmal jährlich wird der Hund nach der Prüfungsvorschrift geprüft. Erst wenn der Hundeführer mit seinem Hund mindestens eine ausreichende Note erreicht hat, kann der Hund in den öffentlichen Dienst aufgenommen werden.
Nach der Prüfung ist sein Arbeitsgebiet sehr vielfältig. Er muss seinen Hundeführer vor Angriffen schützen, stellt fliehende Täter oder sucht vermisste Kinder oder andere hilflose Menschen.
Für die weitere Ausbildung zum Polizeispürhund sind ein ausgeprägtes Spiel- und Beuteverhalten und sicheres Umweltverhalten die Voraussetzung.
Der Hund bekommt beim Spiel beigebracht, wie sein „Spielzeug“ riecht. Dazu wird z. B. ein Kunststoffrohr mit einer Substanz befüllt, die wie Haschisch riecht. Nach und nach erkennt der Hund das Spielzeug am Geruch und sucht in Wirklichkeit sein Spielzeug. Hat er sein vermeintliches Spielzeug gefunden, zeigt er dies entweder durch eine aktive Anzeige (scharren) oder eine passive Anzeige (sitzend oder liegend, mit den Augen die Fundstelle fixierend) an. Zur Belohnung bekommt der Hund nun sein Spielzeug und er darf damit spielen. Später werden die Gerüche der Spielzeuge komplexer und können kombiniert werden.
Von Abrichtung unter Zwang sehen die Behörden schon seit langer Zeit ab, weil die spielerische Erziehung und die gezielte Förderung erwünschten Verhaltens bessere Ergebnisse erzielen als eine Handlung, die für den Hund unangenehm ist.

## Gesetzliche Regelungen

### Deutschland
Die Verordnung über Ausnahmen zum Verbringungs- und Einfuhrverbot von gefährlichen Hunden in das Inland (Hundeverbringungs- und -einfuhrverordnung – HundVerbrEinfVO) zählt Diensthunde auf. Danach dürfen nach § 2 Abs. 1 HundVerbrEinfVO Hunde, „die als Diensthunde des Bundes, insbesondere der Bundeswehr, der Bundespolizei oder der Zollverwaltung, als Diensthunde der Länder, insbesondere der Polizei, als Diensthunde der Städte und Gemeinden, als Diensthunde fremder Streitkräfte gehalten werden sollen“; in das Inland eingeführt werden.

### Österreich

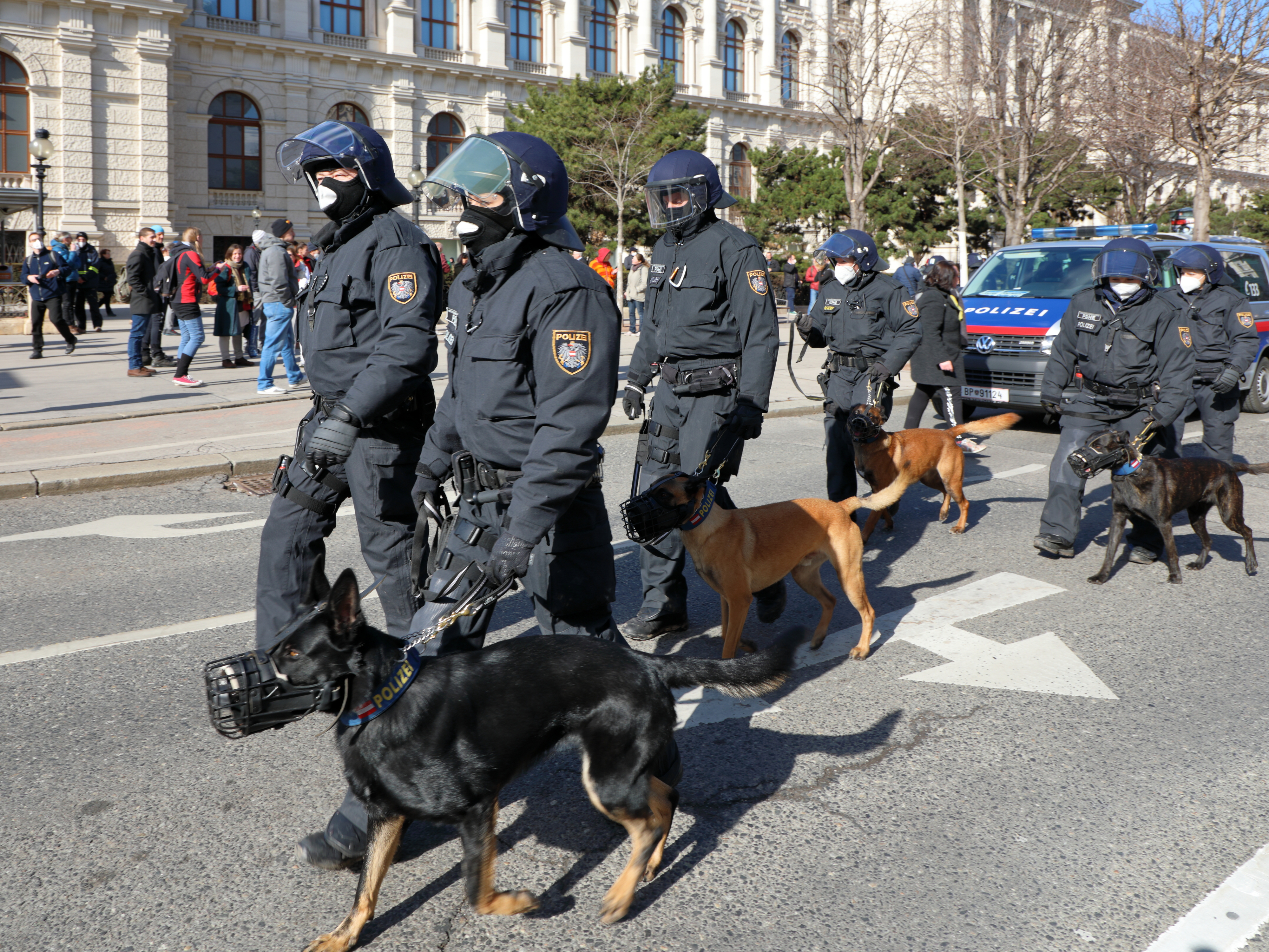
Diensthunde und -Führer in Wien bei einer Großdemonstration

Der Einsatz von Diensthunden gegen Menschen ist im § 10 Waffengebrauchsgesetz 1969 geregelt und sinngemäß den Bestimmungen zum Waffengebrauch unterworfen. Für ihre Ausbildung sind in der Diensthunde-Ausbildungsverordnung die Rahmenbedingungen festgelegt.

### Schweiz
In Art. 69 der Tierschutzverordnung werden Hunde nach ihrem Einsatzzweck klassifiziert. Diensthunde gehören (neben anderen wie beispielsweise Rettungs- und Behindertenhunden) zu den Nutzhunden. „Diensthunde sind Hunde, die in der Armee, beim Grenzwachtkorps oder bei der Polizei eingesetzt werden oder dafür vorgesehen sind.“

## Spezielle Diensthundeschulen
- Schule für Diensthundewesen der Bundeswehr, Ulmen (Eifel)
- Zollhundeschulen, Bleckede, Neuendettelsau

## Verweise